# 중앙도서관 (원주시)
원주시립도서관은 강원특별자치도 원주시 단구동 소재의 시립 도서관이다.

## 연혁
- 1968년 10월 11일 - 시립도서관 조례 제정 공포
- 1969년 4월 11일 - 도서관 준공(무실로 63)
- 1969년 6월 14일 - 도서관 개관
- 1996년 8월 13일 - 신축도서관 이전(서원대로 234)
- 1996년 12월 6일 - 신축도서관 개관
- 2003년 5월 20일 - 디지털 자료실 개관
- 2004년 8월 10일 - 전자책 도서관 개관
- 2004년 10월 12일 - 사이버 학습관 개관
- 2008년 8월 1일 - RFID(장서 전파식별) 시스템 구축
- 2009년 2월 26일 - 디지털 자료실 확장 이전
- 2012년 10월 4일 - 원주시립중앙도서관 신축 공사 착공
- 2015년 9월 - 시립도서관 산하 중천철학도서관 준공
- 2015년 10월 28일 - 시립도서관 산하 중천철학도서관 완공
- 2015년 12월 11일 - 원주시립중앙도서관 완공
- 2016년 3월 25일 - 원주시립중앙도서관 개관

## 시설현황
- 1층: 어린이자료실, 강당, 전시실, 문화강좌실 101, 문화강좌실 102, 무인자동반납기
- 2층: 제1열람실, 제2열람실, 종합자료실, 장애인누리터
- 3층: 디지털자료실, 회의실, 소회의실, 관장실, 사무실, 독서동아리실, 자원봉사자실, 다문화자료실, 향토지역작가실, 식당/매점

## 이용 안내
휴관일
- 매주 월요일은 열람실을 제외한 자료실(종합자료실,어린이자료실,디지털자료실) 휴관
- 매월 마지막 주 월요일은 정기 휴관일
- 일요일을 제외한 공휴일은 휴관(법정 공휴일이 일요일인 경우 전체 휴관)
- 임시휴관일(관장이 특별히 지정 공고하는 날)

이용 시간
| 구분                                                    | 평일(화~금요일) | 주말(토,일요일) | 월요일                                    |
| ------------------------------------------------------- | --------------- | --------------- | ----------------------------------------- |
| 어린이자료실(1층) 종합자료실(2층)                       | 09:00 ~ 22:00   | 09:00 ~ 18:00   | 휴관                                      |
| 디지털자료실(3층) 향토지역작가실(3층) 다문화자료실(3층) | 09:00~18:00     | 09:00~18:00     | 휴관                                      |
| 열람실(2층)                                             | 07:00 ~ 23:00   | 07:00 ~ 23:00   | 07:00 ~ 23:00 (매월 마지막주 월요일 휴관) |